# Антигона (митологија)
Антигона је према грчкој митологији била кћерка тебанског краља Едипа коју је он добио са својом мајком Јокастом.
Мит који је Софокле (496. п. н. е.—406. п. н. е.) драматизовао у „Антигони“ припада кругу тебанских легенди. Издавањем заповести да Полиник, Антигонин брат, остане несахрањен, Креонт, нови владар Тебе, следи атински закон који не дозвољава покоп непријатеља државе. Породица преминулог има, међутим, обавезу према њему: мртви морају да буду сахрањени, макар симболично, како то Антигона и чини, покривањем тела танким слојем земље. Извршавајући обавезу према боговима којима припада душа погинулог, она крши Креонтову заповест.